# Tiberius Iulius Celsus Polemaeanus

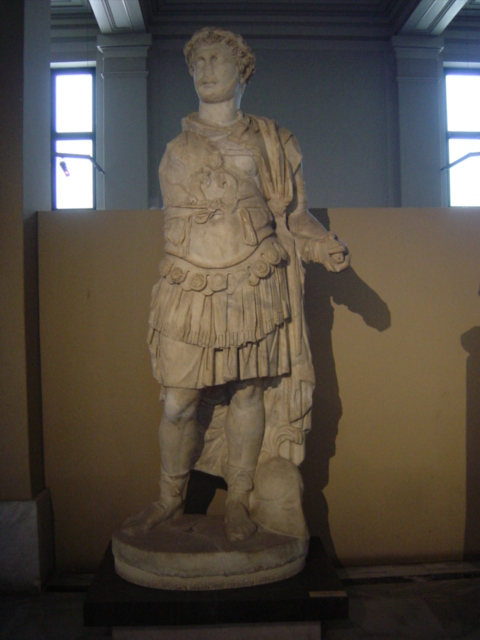
Une statue de marbre de Celsus, aujourd'hui dans le Musée archéologique d'Istanbul.

Tiberius Iulius Celsus Polemaeanus, Τιβέριος Ιούλιος Κέλσος Πολεμαιανός en grec ancien, connu sous le nom de Celsus, est un ancien citoyen gréco-romain. Né vers 45 et décédé avant l'an 120, il devient sénateur romain, et sert comme consul en 92 et proconsul d'Asie vers 105-106. Celsus Polemaeanus est un riche citoyen populaire d'Éphèse dont il est le bienfaiteur et sa dépouille repose dans un sarcophage en contrebas de la célèbre bibliothèque de Celsus, qui a été construite comme un mausolée en son honneur par son fils Tiberius Iulius Aquila Polemaenus.

## Biographie
Il est né vers 45 dans une famille d'origine grecque,,, soit à Éphèse, soit à Sardes. Des membres de sa famille occupent des prêtrises à Rome et sont à l'origine de Sardes en Asie mineure. Ils obtiennent la citoyenneté romaine et certains membres de sa famille occupent des positions officielles au service de l'Empire romain.
En l'an 69, lors de l'année des quatre empereurs, alors que Celsus commence sa carrière équestre, lui et sa légion font partie de ceux qui acclament Vespasien empereur romain. Une fois que ce dernier a consolidé sa position, il récompense Celsus en l'élevant au rang de sénateur romain.
Il poursuit alors une carrière sénatoriale, étant notamment préteur puis praefecti aerarii militaris vers 85-87, qui le mène jusqu'au poste de consul suffect en l'an 92 sous le règne de Domitien.
En l'an 105 environ, il est nommé proconsul d'Asie par l'empereur Trajan,.
Il a un fils, Tiberius Iulius Aquila Polemaenus, consul suffect en 110.
Il meurt probablement avant l'an 117, date du début de la construction de la bibliothèque par son fils, et avant l'an 120, date de son inauguration.

## Bibliothèque de Celsus

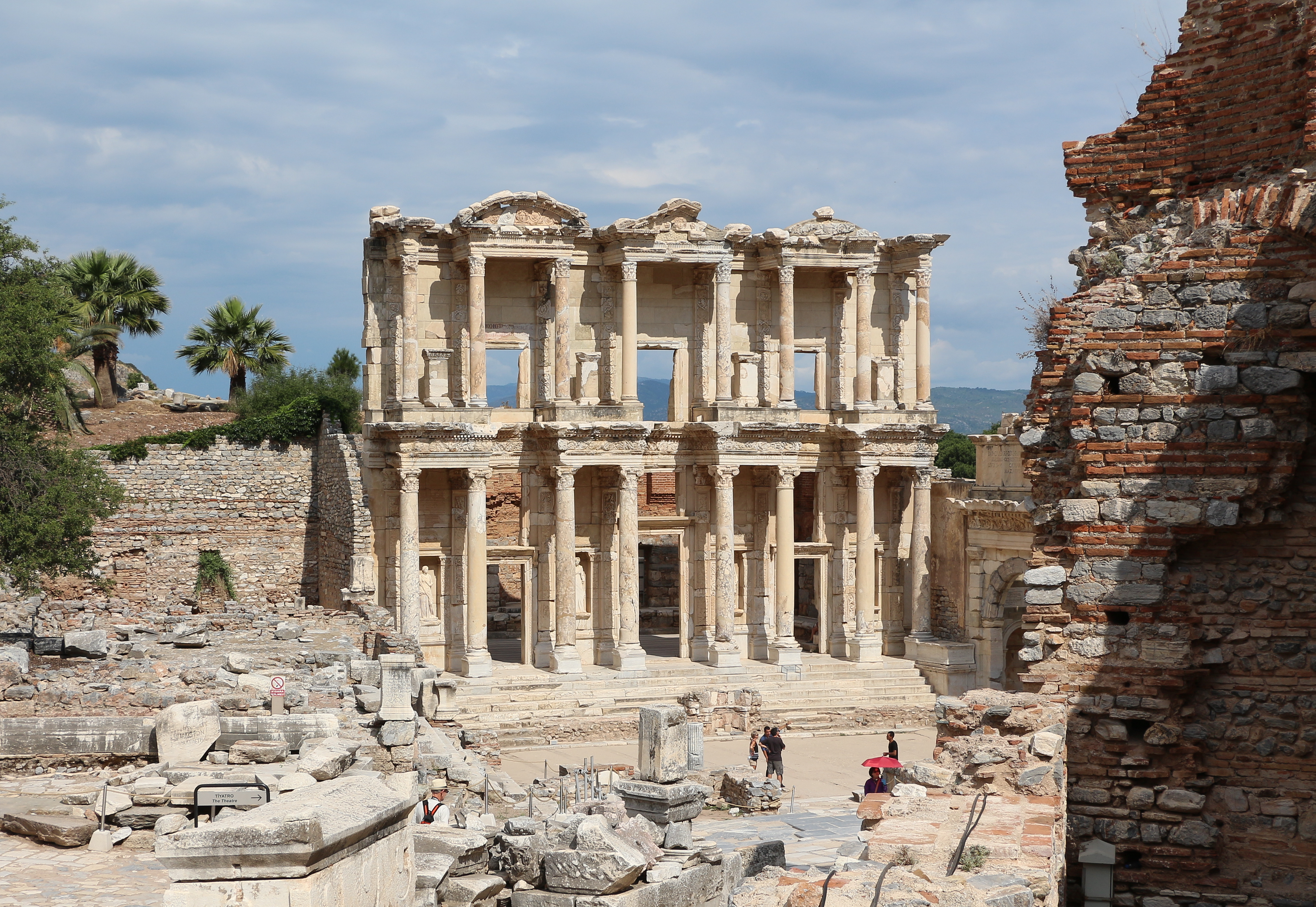
La bibliothèque de Celsus.

Elle est construite à Éphèse en son honneur après sa mort par son fils, avec des fonds de leur fortune personnelle provenant d'une importante somme d'argent qui a légué pour sa construction.
La bibliothèque est construite pour stocker 12 000 rouleaux et servir par ailleurs de monumental tombeau pour Celsus. La bibliothèque est à la fois une crypte contenant son sarcophage et une monumen sépulcral de Celsus.